# Xã Pleasant Ridge, Quận Corson, Nam Dakota
Xã Pleasant Ridge (tiếng Anh: Pleasant Ridge Township) là một xã thuộc quận Corson, tiểu bang Nam Dakota, Hoa Kỳ. Năm 2010, dân số của xã này là 32 người.